# Eriopyga tama
Eriopyga tama är en fjärilsart som beskrevs av William Schaus 1933. Eriopyga tama ingår i släktet Eriopyga och familjen nattflyn. Inga underarter finns listade i Catalogue of Life.